# تلمبه ندیکی‌ها حسین‌زاده
تلمبه ندیکی‌ها حسین‌زاده، یک آبادی از توابع بخش مرکزی، شهرستان شهربابک در استان کرمان ایران است.

## جمعیت
این آبادی در دهستان خورسند قرار دارد و براساس سرشماری مرکز آمار ایران در سال ۱۳۹۵، جمعیت آن ۵۰ نفر (۲۲ خانوار) بوده‌است.